# Serie del Caribe 2020
La Serie del Caribe 2020 fue un evento deportivo de béisbol profesional que se disputó en el estadio Hiram Bithorn de San Juan, Puerto Rico, entre el 1 y el 7 de febrero de 2020. El equipo Toros del Este, representante de la República Dominicana, se tituló campeón al derrotar en la final con resultado de 9 a 3, al equipo representante de Venezuela, los Cardenales de Lara. De esta manera, los Toros del Este obtienen su primer campeonato en la historia de la Serie del Caribe y a la vez el vigésimo para ese país.
Esta serie reunió a los equipos de béisbol profesional campeones de los torneos de los países que integran la Confederación de Béisbol Profesional del Caribe: Venezuela, República Dominicana, Puerto Rico y México, más los representantes de Panamá y Colombia en calidad de invitados. El campeón de Colombia sustituyó al representante de Cuba, ya que este no participó en esta edición de la Serie del Caribe por problemas de visados.

## Estadio
Para los partidos oficiales de ronda preliminar, semifinales y final, se utilizó el Estadio Hiram Bithorn con capacidad para 18.264 espectadores y que está ubicado en San Juan, Puerto Rico.

## Formato del torneo
En esta edición número 62 de la Serie del Caribe, se volvió a utilizar el formato de todos contra todos a una sola vuelta, en la cual los 6 equipos se enfrentaron una sola vez entre sí. Las 4 novenas que obtuvieron la mayor cantidad de victorias disputaron las semifinales (1.º contra 4.º y 2.º contra 3.º) en las que los ganadores se vieron las caras en la Gran Final para decidir el campeón del torneo.

## Equipos participantes
| País                 | Equipo                  | Liga/vía de clasificación                                                      |
| -------------------- | ----------------------- | ------------------------------------------------------------------------------ |
| Colombia             | Vaqueros de Montería    | Campeón de la Liga Profesional de Béisbol Colombiano (2019/20)                 |
| México               | Tomateros de Culiacán   | Campeón de la Liga Mexicana del Pacífico (2019/20)                             |
| Panamá               | Astronautas de Chiriquí | Campeón de la Liga Profesional de Béisbol de Panamá (2019/20)                  |
| Puerto Rico          | Cangrejeros de Santurce | Campeón de la Liga de Béisbol Profesional Roberto Clemente (2019/20)           |
| República Dominicana | Toros del Este          | Campeón de la Liga de Béisbol Profesional de la República Dominicana (2019/20) |
| Venezuela            | Cardenales de Lara      | Campeón de la Liga Venezolana de Béisbol Profesional (2019/20)                 |

## Ronda preliminar

### Posiciones
| Pos | Equipo                  | J | G | P | Ave. | VTJ | CA | CP | DC  | H-H | TQB    |
| --- | ----------------------- | - | - | - | ---- | --- | -- | -- | --- | --- | ------ |
| 1   | Toros del Este          | 5 | 4 | 1 | .800 | 0   | 17 | 11 | +6  | 1-1 | 0.013  |
| 2   | Cardenales de Lara      | 5 | 4 | 1 | .800 | 0   | 20 | 15 | +5  | 1-1 | 0.000  |
| 3   | Tomateros de Culiacán   | 5 | 4 | 1 | .800 | 0   | 22 | 11 | +11 | 1-1 | -0.026 |
| 4   | Cangrejeros de Santurce | 5 | 2 | 3 | .400 | 2.0 | 15 | 17 | -2  | 0-0 | 0.000  |
| 5   | Astronautas de Chiriquí | 5 | 1 | 4 | .200 | 3.0 | 8  | 16 | -8  | 0-0 | 0.000  |
| 6   | Vaqueros de Montería    | 5 | 0 | 5 | .000 | 4.0 | 6  | 18 | -12 | 0-0 | 0.000  |

Glosario:
- J: Jugados
- G: Ganados
- P: Perdidos
- Ave: Promedio del Equipo
- VTJ: Ventaja
- CA: Carreras Anotadas
- CP: Carreras Permitidas
- DC: Diferencia de Carreras
- H-H: Head-To-Head (Racha entre dos equipos específicos. Se usa como criterio de desempate)
- TQB: Equilibrio de Calidad del equipo

#### Clasificación para la Segunda Fase
| - | Clasificados a las Semifinales. |
| - | Equipos Eliminados.             |

- Hora local UTC-4:00 (aplicado para San Juan, Puerto Rico).

| Fecha        | Hora  | Visitante               | Resultado  | Local                   | Estadio               |
| ------------ | ----- | ----------------------- | ---------- | ----------------------- | --------------------- |
| 1 de febrero | 10:00 | Vaqueros de Montería    | 4 - 6      | Cardenales de Lara      | Estadio Hiram Bithorn |
| 1 de febrero | 14:30 | Tomateros de Culiacán   | 1 - 2      | Toros del Este          | Estadio Hiram Bithorn |
| 1 de febrero | 20:00 | Astronautas de Chiriquí | 3 - 4 (10) | Cangrejeros de Santurce | Estadio Hiram Bithorn |
| 2 de febrero | 11:00 | Vaqueros de Montería    | 0 - 1      | Astronautas de Chiriquí | Estadio Hiram Bithorn |
| 2 de febrero | 15:30 | Cangrejeros de Santurce | 2 - 4      | Tomateros de Culiacán   | Estadio Hiram Bithorn |
| 2 de febrero | 20:30 | Cardenales de Lara      | 3 - 2      | Toros del Este          | Estadio Hiram Bithorn |
| 3 de febrero | 10:00 | Astronautas de Chiriquí | 1 - 6      | Tomateros de Culiacán   | Estadio Hiram Bithorn |
| 3 de febrero | 14:30 | Toros del Este          | 4 - 0      | Vaqueros de Montería    | Estadio Hiram Bithorn |
| 3 de febrero | 20:00 | Cangrejeros de Santurce | 2 - 3 (10) | Cardenales de Lara      | Estadio Hiram Bithorn |
| 4 de febrero | 10:00 | Astronautas de Chiriquí | 3 - 4      | Toros del Este          | Estadio Hiram Bithorn |
| 4 de febrero | 14:30 | Tomateros de Culiacán   | 7 - 6      | Cardenales de Lara      | Estadio Hiram Bithorn |
| 4 de febrero | 20:00 | Vaqueros de Montería    | 2 - 3      | Cangrejeros de Santurce | Estadio Hiram Bithorn |
| 5 de febrero | 10:00 | Cardenales de Lara      | 2 - 0      | Astronautas de Chiriquí | Estadio Hiram Bithorn |
| 5 de febrero | 14:30 | Vaqueros de Montería    | 0 - 4      | Tomateros de Culiacán   | Estadio Hiram Bithorn |
| 5 de febrero | 20:00 | Toros del Este          | 5 - 4      | Cangrejeros de Santurce | Estadio Hiram Bithorn |

## Fase eliminatoria
|  | Semifinales | Semifinales             | Semifinales |                |   | Final              | Final | Final |  |
|  |             |                         |             |                |   |                    |       |       |  |
|  |             |                         |             |                |   |                    |       |       |  |
|  | 1           | Toros del Este          | 4           |                |   |                    |       |       |  |
|  | 1           | Toros del Este          | 4           |                |   |                    |       |       |  |
|  | 4           | Cangrejeros de Santurce | 3           |                |   |                    |       |       |  |
|  | 4           | Cangrejeros de Santurce | 3           |                | 2 | Cardenales de Lara | 3     |       |  |
|  |             |                         |             |                | 2 | Cardenales de Lara | 3     |       |  |
|  |             |                         | 1           | Toros del Este | 9 |                    |       |       |  |
|  | 3           | Tomateros de Culiacán   | 1           | Toros del Este | 9 | 0                  |       |       |  |
|  | 3           | Tomateros de Culiacán   |             |                |   | 0                  |       |       |  |
|  | 2           | Cardenales de Lara      | 1           |                |   |                    |       |       |  |
|  | 2           | Cardenales de Lara      | 1           |                |   |                    |       |       |  |
|  |             |                         |             |                |   |                    |       |       |  |

### Semifinales
| Fecha        | Hora  | Visitante               | Resultado | Local              | Estadio               |
| ------------ | ----- | ----------------------- | --------- | ------------------ | --------------------- |
| 6 de febrero | 14:30 | Tomateros de Culiacán   | 0 - 1     | Cardenales de Lara | Estadio Hiram Bithorn |
| 6 de febrero | 20:00 | Cangrejeros de Santurce | 3 - 4     | Toros del Este     | Estadio Hiram Bithorn |

### Final
| Fecha        | Hora  | Visitante          | Resultado | Local          | Estadio               |
| ------------ | ----- | ------------------ | --------- | -------------- | --------------------- |
| 7 de febrero | 20:00 | Cardenales de Lara | 3 - 9     | Toros del Este | Estadio Hiram Bithorn |

## Campeón
| Bandera de la República Dominicana |
| Campeón Toros del Este 1° título   |
|                                    |